# Ixodes lemuris
Ixodes lemuris este o specie de căpușe din genul Ixodes, familia Ixodidae, descrisă de Joseph Charles Arthur în anul 1958.
Este endemică în Madagascar. Conform Catalogue of Life specia Ixodes lemuris nu are subspecii cunoscute.